# Pierwszy rząd Donalda Tuska

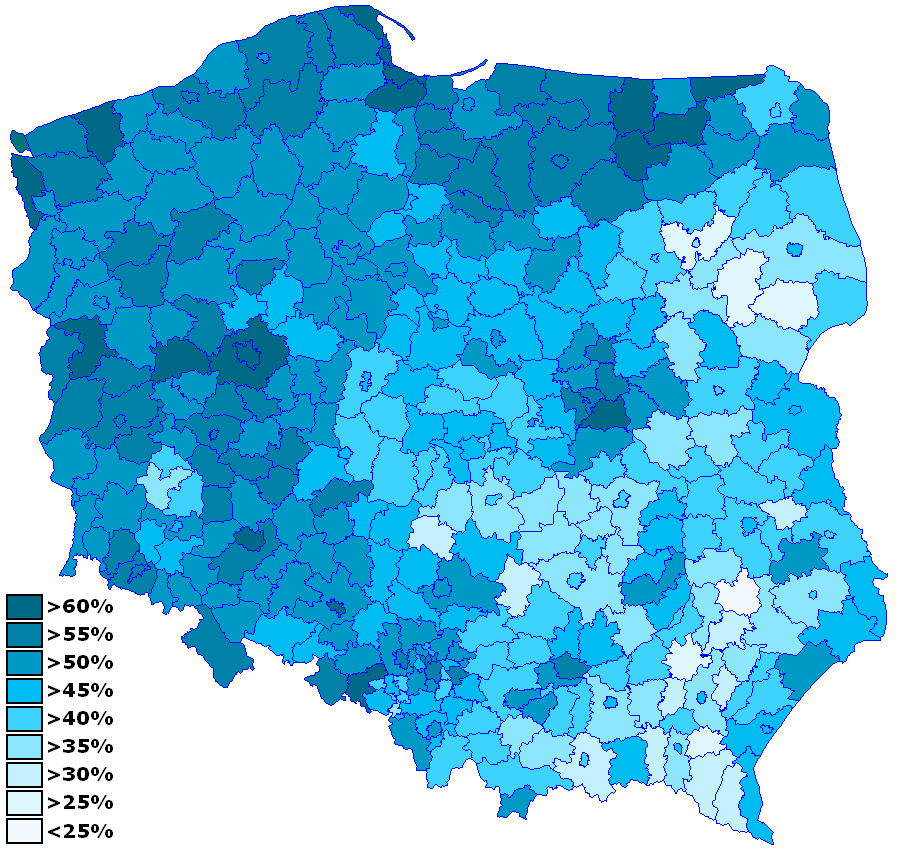
Zsumowane poparcie dla obu partii koalicji PO-PSL w wyborach w 2007

 Pierwszy rząd Donalda Tuska – Rada Ministrów pod kierownictwem Donalda Tuska, powołana przez prezydenta RP Lecha Kaczyńskiego i zaprzysiężona 16 listopada 2007 (Postanowienie Prezydenta Rzeczypospolitej Polskiej z dnia 16 listopada 2007 r. o powołaniu Prezesa Rady Ministrów i postanowienie Prezydenta Rzeczypospolitej Polskiej z dnia 16 listopada 2007 r. o powołaniu w skład Rady Ministrów). 8 listopada 2011 premier Donald Tusk złożył dymisję na ręce marszałka seniora Józefa Zycha.
Pierwszy rząd Donalda Tuska był rządem koalicyjnym Platformy Obywatelskiej i Polskiego Stronnictwa Ludowego. Rozmowy koalicyjne w sprawie jego powołania rozpoczęły się po wyborach parlamentarnych z 21 października 2007.
9 listopada 2007 prezydent RP Lech Kaczyński postanowieniem desygnował na prezesa Rady Ministrów Donalda Tuska, powierzając mu misję sformowania rządu.

## Exposéiwotum zaufania
- 23 listopada 2007 Donald Tusk wygłosił exposé i złożył wniosek do Sejmu o udzielenie wotum zaufania. Exposé Donalda Tuska było najdłuższym w historii III RP, trwało 3 godziny i 7 minut.
- Uchwałą Sejmu z 24 listopada 2007 Rada Ministrów pod przewodnictwem Donalda Tuska otrzymała wotum zaufania. Za jego udzieleniem głosowało 238 posłów, przeciw opowiedziało się 204. Dwóch posłów wstrzymało się od głosu. Większość bezwzględna konieczna do uzyskania wotum zaufania wynosiła 223 głosy.

### Wotum zaufania 24 listopada 2007
| Klub                                                 | Klub                       | Głosowanie | Głosowanie     | Głosowanie | Nieobecni |
| Klub                                                 | Klub                       | Za         | Wstrzymali się | Przeciw    | Nieobecni |
| ---------------------------------------------------- | -------------------------- | ---------- | -------------- | ---------- | --------- |
|                                                      | Platforma Obywatelska      | 206        | 0              | 0          | 3         |
|                                                      | Prawo i Sprawiedliwość     | 0          | 0              | 159        | 5         |
|                                                      | Lewica i Demokraci         | 0          | 0              | 45         | 8         |
|                                                      | Polskie Stronnictwo Ludowe | 31         | 0              | 0          | 0         |
|                                                      | Posłowie niezrzeszeni      | 1          | 2              | 0          | 0         |
| ŁĄCZNIE                                              | ŁĄCZNIE                    | 238        | 2              | 204        | 16        |
| Większość bezwzględna: 223, wotum zaufania udzielono |                            |            |                |            |           |

## Pierwsza Rada Ministrów Donalda Tuska (2007–2011)
| Funkcja                                         | Imię i nazwisko            | Imię i nazwisko            | Czas pełnienia funkcji    | Czas pełnienia funkcji    |
| Funkcja                                         | Imię i nazwisko            | Imię i nazwisko            | Od                        | Do                        |
| ----------------------------------------------- | -------------------------- | -------------------------- | ------------------------- | ------------------------- |
| Prezes Rady Ministrów                           |                            | Donald Tusk (PO)           | 16 listopada 2007(dts)    | 18 listopada 2011(dts)    |
| Przewodniczący Komitetu Integracji Europejskiej | 16 listopada 2007(dts)     | Donald Tusk (PO)           | 31 grudnia 2009(dts)      |                           |
| Wiceprezes Rady Ministrów                       |                            | Waldemar Pawlak (PSL)      | 16 listopada 2007(dts)    | 18 listopada 2011(dts)    |
| Minister gospodarki                             | 16 listopada 2007(dts)     | Waldemar Pawlak (PSL)      | 18 listopada 2011(dts)    |                           |
| Wiceprezes Rady Ministrów                       |                            | Grzegorz Schetyna (PO)     | 16 listopada 2007(dts)    | 13 października 2009(dts) |
| Minister spraw wewnętrznych i administracji     | 16 listopada 2007(dts)     | Grzegorz Schetyna (PO)     | 13 października 2009(dts) |                           |
| Minister rozwoju regionalnego                   |                            | Elżbieta Bieńkowska        | 16 listopada 2007(dts)    | 18 listopada 2011(dts)    |
| Minister sprawiedliwości                        | Zbigniew Ćwiąkalski        | 16 listopada 2007(dts)     | 20 stycznia 2009(dts)     |                           |
| Minister-członek Rady Ministrów                 | Zbigniew Derdziuk          | 16 listopada 2007(dts)     | 13 stycznia 2009(dts)     |                           |
| Minister sportu i turystyki                     |                            | Mirosław Drzewiecki (PO)   | 16 listopada 2007(dts)    | 13 października 2009(dts) |
| Minister pracy i polityki społecznej            |                            | Jolanta Fedak (PSL)        | 16 listopada 2007(dts)    | 18 listopada 2011(dts)    |
| Minister infrastruktury                         |                            | Cezary Grabarczyk (PO)     | 16 listopada 2007(dts)    | 7 listopada 2011(dts)     |
| Minister skarbu państwa                         | Aleksander Grad (PO)       | 16 listopada 2007(dts)     | 18 listopada 2011(dts)    |                           |
| Minister edukacji narodowej                     |                            | Katarzyna Hall             | 16 listopada 2007(dts)    | 18 listopada 2011(dts)    |
| Minister obrony narodowej                       |                            | Bogdan Klich (PO)          | 16 listopada 2007(dts)    | 2 sierpnia 2011(dts)      |
| Minister zdrowia                                | Ewa Kopacz (PO)            | 16 listopada 2007(dts)     | 7 listopada 2011(dts)     |                           |
| Minister nauki i szkolnictwa wyższego           | Barbara Kudrycka (PO)      | 16 listopada 2007(dts)     | 18 listopada 2011(dts)    |                           |
| Minister środowiska                             |                            | Maciej Nowicki             | 16 listopada 2007(dts)    | 1 lutego 2010(dts)        |
| Minister rolnictwa i rozwoju wsi                |                            | Marek Sawicki (PSL)        | 16 listopada 2007(dts)    | 18 listopada 2011(dts)    |
| Minister spraw zagranicznych                    |                            | Radosław Sikorski (PO)     | 16 listopada 2007(dts)    | 18 listopada 2011(dts)    |
| Minister finansów                               | Jan Vincent-Rostowski (PO) | 16 listopada 2007(dts)     | 18 listopada 2011(dts)    |                           |
| Minister kultury i dziedzictwa narodowego       | Bogdan Zdrojewski (PO)     | 16 listopada 2007(dts)     | 18 listopada 2011(dts)    |                           |
| Minister-członek Rady Ministrów                 |                            | Michał Boni                | 15 stycznia 2009(dts)     | 18 listopada 2011(dts)    |
| Minister sprawiedliwości                        |                            | Andrzej Czuma (PO)         | 23 stycznia 2009(dts)     | 13 października 2009(dts) |
| Minister sportu i turystyki                     |                            | Adam Giersz                | 14 października 2009(dts) | 18 listopada 2011(dts)    |
| Minister sprawiedliwości                        |                            | Krzysztof Kwiatkowski (PO) | 14 października 2009(dts) | 18 listopada 2011(dts)    |
| Minister spraw wewnętrznych i administracji     |                            | Jerzy Miller               | 14 października 2009(dts) | 18 listopada 2011(dts)    |
| Minister środowiska                             | Andrzej Kraszewski         | 2 lutego 2010(dts)         | 18 listopada 2011(dts)    |                           |
| Minister obrony narodowej                       |                            | Tomasz Siemoniak (PO)      | 2 sierpnia 2011(dts)      | 18 listopada 2011(dts)    |

## W dniu zaprzysiężenia 16 listopada 2007
- Donald Tusk (PO) – prezes Rady Ministrów, przewodniczący Komitetu Integracji Europejskiej
- Waldemar Pawlak (PSL) – wiceprezes Rady Ministrów, minister gospodarki
- Grzegorz Schetyna (PO) – wiceprezes Rady Ministrów, minister spraw wewnętrznych i administracji
- Elżbieta Bieńkowska (bezpartyjna) – minister rozwoju regionalnego
- Zbigniew Ćwiąkalski (bezpartyjny) – minister sprawiedliwości
- Zbigniew Derdziuk (bezpartyjny) – minister-członek Rady Ministrów
- Mirosław Drzewiecki (PO) – minister sportu i turystyki
- Jolanta Fedak (PSL) – minister pracy i polityki społecznej
- Cezary Grabarczyk (PO) – minister infrastruktury
- Aleksander Grad (PO) – minister skarbu państwa
- Katarzyna Hall (bezpartyjna) – minister edukacji narodowej
- Bogdan Klich (PO) – minister obrony narodowej
- Ewa Kopacz (PO) – minister zdrowia
- Barbara Kudrycka (PO) – minister nauki i szkolnictwa wyższego
- Maciej Nowicki (bezpartyjny) – minister środowiska
- Marek Sawicki (PSL) – minister rolnictwa i rozwoju wsi
- Radosław Sikorski (bezpartyjny) – minister spraw zagranicznych
- Jan Vincent-Rostowski (bezpartyjny) – minister finansów
- Bogdan Zdrojewski (PO) – minister kultury i dziedzictwa narodowego

## Kancelaria Prezesa Rady MinistrówDonalda Tuskaod 16 listopada 2007 do 18 listopada 2011
Minister-członek Rady Ministrów
- Michał Boni – minister-członek Rady Ministrów i przewodniczący Komitetu Stałego Rady Ministrów od 15 stycznia 2009 do 18 listopada 2011, szef zespołu doradców strategicznych premiera od 18 stycznia 2008 do 18 listopada 2011

Szef Kancelarii Premiera
- Tomasz Arabski – szef Kancelarii Premiera od 16 listopada 2007 do 18 listopada 2011

Zastępca szefa Kancelarii Premiera
- Wojciech Nowicki – podsekretarz stanu od 11 kwietnia 2011 do 18 listopada 2011

Sekretarze stanu
- Władysław Bartoszewski – sekretarz stanu i pełnomocnik premiera ds. dialogu międzynarodowego od 20 listopada 2007 do 18 listopada 2011
- Julia Pitera (PO) – sekretarz stanu od 22 listopada 2007 do 18 listopada 2011 i pełnomocnik rządu ds. opracowania Programu Zapobiegania Nieprawidłowościom w Instytucjach Publicznych od 5 grudnia 2007 do 18 listopada 2011
- Eugeniusz Grzeszczak (PSL) – sekretarz stanu od 10 grudnia 2007 do 8 listopada 2011
- Jacek Cichocki – sekretarz stanu i sekretarz Kolegium do Spraw Służb Specjalnych od 22 stycznia 2008 do 18 listopada 2011
- Elżbieta Radziszewska (PO) – sekretarz stanu od 17 marca 2008 do 18 listopada 2011 i pełnomocnik rządu ds. równego traktowania od 30 kwietnia 2008 do 18 listopada 2011
- Paweł Graś (PO) – sekretarz stanu i rzecznik prasowy rządu od 23 lutego 2009 do 18 listopada 2011
- Igor Ostachowicz – sekretarz stanu od stycznia 2010 do 18 listopada 2011 (od 16 listopada 2007 do stycznia 2010 podsekretarz stanu w Kancelarii Premiera)
- Bartosz Arłukowicz – sekretarz stanu i pełnomocnik premiera ds. przeciwdziałania wykluczeniu społecznemu od 10 maja 2011 do 18 listopada 2011

Podsekretarz stanu
- Adam Jasser – podsekretarz stanu od 1 marca 2010 do 18 listopada 2011 i sekretarz Rady Gospodarczej od 9 marca 2010 do 18 listopada 2011, pełnomocnik premiera ds. ograniczenia biurokracji

Sekretarz Rady Ministrów
- Maciej Berek – sekretarz Rady Ministrów od 11 stycznia 2008 do 18 listopada 2011 i prezes Rządowego Centrum Legislacji od 10 grudnia 2007 do 18 listopada 2011

Dyrektor generalny Kancelarii Premiera (od 11 października 2011)
- Lech Marcinkowski

Wcześniejsi1 sekretarze stanu
- Michał Boni – sekretarz stanu od 9 stycznia 2008 do 15 stycznia 2009
- Paweł Graś – sekretarz stanu i pełnomocnik ds. bezpieczeństwa, koordynator służb specjalnych od 16 listopada 2007 do 11 stycznia 2008
- Sławomir Nowak (PO) – sekretarz stanu i szef Gabinetu Politycznego Premiera od 16 listopada 2007 do 26 października 2009
- Rafał Grupiński (PO) – sekretarz stanu od 16 listopada 2007 do 26 października 2009

Wcześniejsi1 podsekretarze stanu
- Agnieszka Liszka – podsekretarz stanu od 21 listopada 2007 do 1 lipca 2008 i rzecznik prasowy rządu od 16 listopada 2007 do 1 lipca 2008
- Adam Leszkiewicz – zastępca szefa Kancelarii i podsekretarz stanu od 23 listopada 2007 do 28 kwietnia 2009 roku; (od 29 kwietnia 2009 podsekretarz stanu w Ministerstwie Skarbu Państwa)
- Igor Ostachowicz – podsekretarz stanu od 16 listopada 2007 do stycznia 2010

Wcześniejsza1 sekretarz Rady Ministrów
- Jolanta Rusiniak – sekretarz Rady Ministrów do 10 stycznia 2008 (powołana 15 listopada 2005) i prezes Rządowego Centrum Legislacji do 10 grudnia 2007 (powołana 15 listopada 2005)

Wcześniejsi1 dyrektorzy generalni Kancelarii Premiera
- Angelina Sarota (bezpartyjna) – zastępująca dyrektora generalnego Kancelarii Premiera do 4 stycznia 2008
- Grzegorz Michniewicz (bezpartyjny) – dyrektor generalny Kancelarii Premiera od 4 stycznia 2008 do 23 grudnia 2009

1Zakończyli urzędowanie przed końcem kadencji.

## Gabinet polityczny premiera
- Wojciech Duda – główny doradca premiera od 6 grudnia 2007 do 18 listopada 2011
- Grzegorz Fortuna – główny doradca premiera od 5 marca 2008 do 18 listopada 2011
- Paweł Machcewicz – główny doradca premiera od 1 września 2008 do 18 listopada 2011
- Łukasz Broniewski – główny doradca premiera od 23 listopada 2007 do 18 listopada 2011
- Anna Olszewska – doradca premiera od 1 grudnia 2007 do 18 listopada 2011
- Piotr Majewski – doradca premiera od 1 września 2008 do 18 listopada 2011

### Wcześniejsi członkowie
- Andrzej Ananicz – główny doradca premiera od 13 marca 2008 do 7 czerwca 2008
- Wojciech Zajączkowski – główny doradca premiera od 21 lutego 2008 do 31 sierpnia 2008
- Janusz Marszalec – doradca premiera od 17 września 2008 do października 2008
- Maciej Woźniak – główny doradca premiera od 13 października 2008 do ?

## Zespół doradców strategicznych premiera
- Michał Boni – minister-członek Rady Ministrów i przewodniczący Komitetu Stałego Rady Ministrów od 15 stycznia 2009 roku, szef Zespołu Doradców Strategicznych Premiera od 18 stycznia 2008
- Jakub Michałowski – sekretarz zespołu
- Paweł Bochniarz
- Maciej Bukowski
- Eliza Durka
- Maciej Duszczyk
- Maciej Grabowski, podsekretarz stanu w Ministerstwie Finansów
- Mikołaj Herbst
- Janusz Jankowiak
- Paweł Kaczmarczyk
- Dominika Milczarek-Andrzejewska
- Dorota Poznańska
- Aleksandra Rusielewicz
- Piotr Rymaszewski
- Aleksander Tarkowski
- Mateusz Walewski
- Jakub Wojnarowski

## Wojewodowie
- Jolanta Chełmińska (bezpartyjna, z rekomendacji PO) – wojewoda łódzki od 29 listopada 2007 do 18 listopada 2011
- Bożentyna Pałka-Koruba (bezpartyjna, z rekomendacji PO) – wojewoda świętokrzyski od 29 listopada 2007 do 18 listopada 2011
- Piotr Florek (PO) – wojewoda wielkopolski od 29 listopada 2007 do 18 listopada 2011
- Jacek Kozłowski (PO) – wojewoda mazowiecki od 29 listopada 2007 do 18 listopada 2011
- Zygmunt Łukaszczyk (PO) – wojewoda śląski od 29 listopada 2007 do 18 listopada 2011
- Marian Podziewski (PSL) – wojewoda warmińsko-mazurski od 29 listopada 2007 do 18 listopada 2011
- Ryszard Wilczyński (PO) – wojewoda opolski od 29 listopada 2007 do 18 listopada 2011
- Marcin Zydorowicz (PO) – wojewoda zachodniopomorski od 29 listopada 2007 do 18 listopada 2011
- Maciej Żywno (PO) – wojewoda podlaski od 29 listopada 2007 do 18 listopada 2011
- Stanisław Kracik (PO) – wojewoda małopolski od 29 października 2009 do 18 listopada 2011
- Ewa Mes (PSL) – wojewoda kujawsko-pomorski od 14 grudnia 2010 do 18 listopada 2011
- Aleksander Marek Skorupa (PO) – wojewoda dolnośląski od 28 grudnia 2010 do 18 listopada 2011
- vacat (po Małgorzacie Chomycz) – wojewoda podkarpacki
- vacat (po Helenie Hatce) – wojewoda lubuski
- vacat (po Genowefie Tokarskiej) – wojewoda lubelski
- vacat (po Romanie Zaborowskim) – wojewoda pomorski

## Wicewojewodowie
- Stanisław Dąbrowa (PSL) – I wicewojewoda śląski od 27 grudnia 2007 do 18 listopada 2011
- Antoni Jastrzembski (PSL) – wicewojewoda opolski od 27 grudnia 2007 do 18 listopada 2011
- Jan Maścianica (PO) – wicewojewoda warmińsko-mazurski od 27 grudnia 2007 do 18 listopada 2011
- Michał Owczarczak (PO) – wicewojewoda pomorski od 27 grudnia 2007 do 18 listopada 2011
- Przemysław Pacia (PSL) – wicewojewoda wielkopolski od 27 grudnia 2007 do 18 listopada 2011
- Dariusz Piątek (PSL) – wicewojewoda mazowiecki od 27 grudnia 2007 do 18 listopada 2011
- Henryka Strojnowska (PO) – wicewojewoda lubelski od 10 stycznia 2008 do 18 listopada 2011
- Jan Świrepo (PSL) – wicewojewoda lubuski od 10 stycznia 2008 do 18 listopada 2011
- Wojciech Dzierzgowski (PSL) – wicewojewoda podlaski od 30 stycznia 2008 do 18 listopada 2011
- Ilona Antoniszyn-Klik (PSL) – wicewojewoda dolnośląski od 8 czerwca 2010 do 18 listopada 2011
- Andrzej Reguła (PSL) – wicewojewoda podkarpacki od 19 stycznia 2011 do 18 listopada 2011
- Ryszard Mićko (PSL) – wicewojewoda zachodniopomorski od 27 stycznia 2011 do 18 listopada 2011
- Zbigniew Ostrowski (PO) – wicewojewoda kujawsko-pomorski od 1 lutego 2011 do 18 listopada 2011
- Piotr Spyra (PO) – II wicewojewoda śląski od 17 lutego 2011 do 18 listopada 2011
- Beata Oczkowicz (PSL) – wicewojewoda świętokrzyski od 7 marca 2011 do 18 listopada 2011
- Andrzej Harężlak (PSL) – wicewojewoda małopolski od 25 marca 2011 do 18 listopada 2011
- vacat (po Krystynie Ozdze) – wicewojewoda łódzki

## Rządowe Centrum Legislacji
- Maciej Berek – prezes od 10 grudnia 2007 i sekretarz Rady Ministrów od 11 stycznia 2008 do 18 listopada 2011
- Jacek Krawczyk – wiceprezes od 3 stycznia 2008 do 18 listopada 2011
- Piotr Gryska – wiceprezes od 16 listopada 2009 do 18 listopada 2011

## Rada Gabinetowa
- 14 stycznia 2008 – posiedzenie Rady pod przewodnictwem prezydenta Lecha Kaczyńskiego poświęcone problemom służby zdrowia.